# Pasuquin
Pasuquin est une municipalité de la province d’Ilocos Norte, aux Philippines.